# Donja Tramošnja (Sanski Most)
Donja Tramošnja (szerbül: Доња Трамошња) szerb falu Bosznia-Hercegovinában, a Bosznia-hercegovinai Föderáció Una-Szanai kantonjában, Sanski Most községben.

## Fekvése
Bosznia-Hercegovina északnyugati részén, Bihácstól légvonalban 72, közúton 99 km-re keletre, Sanski Most központjától légvonalban 10, közúton 15 km-re délkelete, a Tramošnjica-patak völgye feletti hegyvidéki területen fekszik. A faluhoz ma csak egy keskeny makadámút vezet. A Tramošnjica-patak Podglavicától északkeletre, 638 méteres tengerszint feletti magasságban ered, majd Donja és Gornja Tramošnjica között átfolyva Kijevónál egyesül a Gluvać-patakkal, Kijevska Rijeka néven folyik tovább nyugat felé, hogy Lužana és Tomina között ömöljön a Szanába.

## Népessége
| Nemzetiségi csoport | Népesség 1991 | Népesség 2013 |
| ------------------- | ------------- | ------------- |
| Szerb               | 172           | 48            |
| Bosnyák             | 0             | 0             |
| Horvát              | 0             | 0             |
| Jugoszláv           | 0             | 0             |
| Egyéb               | 1             | 0             |
| Összesen            | 173           | 48            |

## Története
A régészeti leletek tanúsága szerint területe már a történelem előtti időkben is lakott volt. Határában, egy alacsony hegynyeregben, a Gradina lelőhelyen ókori erődített település maradványai találhatók.
Tramošnja 1878-ig az Oszmán Birodalomhoz tartozott, majd az Osztrák–Magyar Monarchia annektálta. Az első osztrák-magyar népszámlálás során 1879-ben Tramošnjának 827 lakosából 822 ortodox szerb és 5 katolikus horvát volt. 1910-ben Tramošnjának már 1132 lakosa volt. 1918-ben az új délszláv állam része lett. A tramošnjai állami elemi iskola 1933-ban nyílt meg. 1941-ben Donja és Gornja Tramošnjának csak szerb lakosa volt. 1941. május 6. és 8. között a szomszédos Kijevónál nagy összecsapások voltak a horvát usztasa csapatok, a német megszállók és a szerb felkelők között, amelyben Tramošnja lakosai közül is többen részt vettek. Az összecsapások után a felkelők a túlerőben levő usztasa és német csapatok elől Tramošnja erdős, hegyes határába menekültek.
Sok más faluhoz hasonlóan Donja Tramošnját is pusztította a boszniai háború forgószele. A szerb lakosság száma akkor esett vissza, amikor 1995-ben a Sana’95 hadművelet során a bosnyák kormánycsapatok elfoglalták a falut a szerbektől és a távozó szerb csapatokkal a szerb lakosság is elmenekült. A háború után az egykor létező hatvan háztartásból csak harminc tért vissza. A legtöbb egykori lakos ma szerte a nagyvilágon él és dolgozik, de nem feledkeznek meg szülőföldjükről, ezt bizonyítja a hit és a felvilágosodás terjesztőiről, Cirillről és Metódról elnevezett templom építése.
A daytoni békeszerződés után 1997-ben az entitások közötti demarkációs vonal kiigazításáról szóló megállapodással Donja Tramošnja legnagyobb része a része a Föderációhoz került, és csak kisebb része került a Boszniai Szerb Köztársaság, és ezzel Oštra Luka község területére.

## Nevezetességei
- Szent Cirill és Metód tiszteletére szentelt pravoszláv temploma épülőben van. A templom orosz stílusú lesz, jellegzetes kupolákkal. Az épület elvi tervét és kivitelezési tervét egy ukrajnai építész készítette, érdekesség, hogy a templom építésére a szomszédos Kijevo faluból egy céget és bosnyák iparosokat bíztak meg.[6]

- Gradina – ókori erődített település maradványai. A lelőhelyen ma már nem látszanak az egykori erődítmény nyomai, de az ásatások során a földből késő bronzkori és vaskori sírok kerültek elő gazdag kerámia mellékletekkel.[4]